# クラッシャー三浦
クラッシャー 三浦（クラッシャー みうら、1963年12月23日 - ）は、日本の元プロボクサー。本名は三浦 利美（みうら としみ）。青森県南津軽郡大鰐町出身。第48代日本バンタム級王者。現役時代は国際ボクシングスポーツジム所属。現在はドリームボクシングジム会長として後進の指導に当たる。エディ・タウンゼント賞受賞トレーナーでもある。弘前電波工業高等学校（現・弘前東高等学校）卒業。

## 来歴
高校時代はボクシング部に在籍し、1981年の国体では高校団体3位の成績を残した。その後、同郷の高橋美徳が経営する国際ボクシングスポーツジムでプロへ転向し、1982年5月25日、プロデビュー戦に4RTKO勝利を収めた。同年7月23日のプロ2戦目からライトフライ級で新人王戦に参戦したが、9月4日の予選2試合目で倉持正（角海老宝石）と対戦し、判定負けを喫した。この後、1年9か月リングを離れるが、プロ転向を勧めた親友のレパード玉熊の活躍に奮起し、復帰を決心した。
1984年にも新人王戦に参戦し、予選を2試合連続KOで勝ち進んだが、11月10日の東日本スーパーフライ級新人王トーナメント準決勝で田中小兵太（新和川上）に判定負けを喫した。1987年にはA級トーナメントにバンタム級で参戦。3試合連続の序盤KO勝利を収め、10月22日に優勝を果たした。
1988年7月11日、田中小兵太と日本バンタム級王座決定戦で再戦し、判定負けとなった。翌1989年6月12日、日本バンタム級王者の尾崎恵一（オサム）と対戦しし、判定勝利で新王者となった。同年11月11日、米坂淳（北海道）を迎えての初防衛戦で判定勝利を収めたが、翌1990年2月17日、岡部繁（セキ）との2度目の防衛戦に判定負けを喫して王座を失い、この年に引退した。
現役引退後は国際ジムでトレーナーを務め、1999年に和田剛を第46回全日本スーパーバンタム級新人王（技能賞受賞）へ、2001年にセレス小林をWBA世界スーパーフライ級王座へ、2002年にトラッシュ中沼を第46代日本フライ級王座へ導くなど活躍した。この間2001年には、第12回エディ・タウンゼント賞、2001年度年間優秀トレーナー賞を受賞している。2002年5月、国際ジムから独立し、ドリームボクシングジムを開設した。

## 戦績
- アマチュアボクシング：48戦43勝5敗[1]
- プロボクシング：21戦15勝 (10KO) 5敗1分

## 獲得タイトル
- 第2回KSD杯争奪A級トーナメントバンタム級優勝
- 第48代日本バンタム級王座（防衛1）